# Малеев, Георгий Васильевич
Георгий Васильевич Малеев (укр. Георгій Васильович Малєєв, род. 11 февраля 1924, Гришино — 13 августа 1994) — специалист в области горного оборудования, кандидат технических наук, профессор, Заслуженный работник образования Украины, лауреат Государственной премии Украины, с 19 июля 1960 по 30 июня 1962 года — ректор Донбасской государственной машиностроительной академии, в 1968-1989 годах — ректор Донецкого политехнического института.

## Биография
Родился 11 февраля 1924 года в селе Гришино (сейчас г. Покровск, Донецкая область). Участник Великой Отечественной войны, отвоёвывал Украину, освобождал Болгарию, Румынию, Югославию, Венгрию, Австрию, имел ряд наград за участие в боевых действиях.
В 1946-1951 годах окончил с отличием Донецкий индустриальный институт по специальности «Горное машиностроение». Вся его трудовая деятельность практически полностью связана с Донецким политехническим институтом:
- в 1951-1954 годах — ассистент кафедры «Теоретическая механика»;
- в 1954-1956 годах — аспирант;
- в 1957-1960 годах — доцент кафедры «Горные машины»;
- в 1960-1962 годах — ректор Краматорского вечернего индустриального института;
- в 1962-1964 годах — доцент кафедры «Горные машины» и декан горноэлектромеханического факультета ДПИ;
- в 1964-1966 годах — директор Краматорского НИИ тяжелого машиностроения;
- в 1968-1989 годах — доцент кафедры «Горные машины», ректор ДПИ;
- в 1989-1994 годах — профессор кафедры «Горные машины».

Кандидат технических наук (1956), доцент (1959), профессор (1974), заслуженный работник высшей школы УССР (1970). В 1970-1980 годах — председатель совета ректоров вузов Донецкой области, депутат Верховного Совета СССР 8-го созыва (член постоянной комиссии по высшему образованию), сопредседатель научно-методического объединения «Горное» при Минвузе СССР.
Умер 13 августа 1994 года.

## Научная работа
Сделал большой вклад в развитие учебно-методической работы и материальной базы ДПИ, в организацию разработки типовых программ для вузов СССР из дисциплин горно-механического цикла, в создание методов обучения и подготовки студентов. Соавтор учебника «Проектирование и конструирование горных машин и комплексов», удостоенного Государственной премии УССР в области науки и техники (1990), и учебного пособия «Горные машины» (1961, соавторы Я. И. Альшиц, Б. А. Верклов и другие).
Один из основателей научной школы в области теории рабочих процессов горных машин и методов повышения их технического уровня. В рамках этой школы выполнен большой комплекс исследований, результаты которых использованы при проектировании и серийном выпуске комбайнов для очистительных работ в угольных шахтах.
Подготовил 11 кандидатов наук, опубликовал больше 100 научных работ, в том числе 20 изобретений. Среди публикаций соавтор статей:
- «Выравнивание скорости перемещения добычных комбайнов при помощи динамического гасителя колебаний»;
- «Формирование вектора возмущения на шнековых исполнительных органах угледобывающих комбайнов».

## Награды, память
Награждён орденами Ленина, Октябрьской революции, Трудового Красного Знамени, Знак Почёта, Отечественной войны II степени, многими медалями, ведомственными знаками и грамотами.
В Донецке, на здании Донецкого национального технического университета по адресу ул. Артема, 58, где учился и работал Георгий Малеев, ему установлена мемориальная доска.